# Associazione Calcio Perugia 1938-1939
Questa voce raccoglie le informazioni riguardanti l'Associazione Calcio Perugia nelle competizioni ufficiali della stagione 1938-1939.

## Stagione

Sergio Andreoli

Per la prima volta nella sua fin qui trentennale storia, il Perugia poté disputare i suoi incontri casalinghi in un vero e proprio stadio, il Santa Giuliana, abbandonando così l'ormai vetusto piazzone — la vecchia piazza d'armi cittadina, che di lì a pochi anni diverrà la nuova piazza Partigiani —; il debutto nel nuovo impianto avvenne il 4 settembre 1938, in occasione della seconda giornata del nuovo campionato di Serie C cui i grifoni erano stati ammessi d'ufficio, dalla Prima Divisione, dopo delibera federale.
Allenata da Remigio Sartoris, la squadra contava in questa stagione sul sedicenne terzino sinistro Sergio Andreoli, futuro scudettato con la Roma all'inizio del decennio seguente, e su un debuttante centromediano destinato a scrivere importanti pagine della storia biancorossa sia da giocatore sia, soprattutto, in panchina, Guido Mazzetti; a questi si aggiungevano altri validi elementi quali Brugalossi, Italiani e Masciolini.
Il Perugia chiuse il torneo al settimo posto del girone F: una posizione stabilita tramite quoziente reti, dopo aver concluso la stagione agli stessi punti (23) del Cagliari, del Fano, dei corregionali dell'Aeronautica Umbra di Foligno e, infine, dell'Ascoli. Con l'approdo al terzo livello dell'allora piramide calcistica nazionale, gli umbri fecero inoltre quest'anno il loro esordio assoluto in Coppa Italia dove, dopo il facile successo nelle qualificazioni sul Tiferno di Città di Castello, vennero estromessi al primo turno dalla Borzacchini Terni, alla ripetizione, dopo un primo incontro terminato in parità ai supplementari.
Al termine dell'annata, causa problemi finanziari, il club non riuscì a regolarizzare l'iscrizione al successivo campionato, andandò così incontro a una stagione d'inattività in cui sarà di fatto sostituito da una compagine cittadina emanazione del locale Gruppo Universitario Fascista, iscritta alla Prima Divisione.

## Rosa
| N. |                   | Ruolo | Calciatore              |
| -- | ----------------- | ----- | ----------------------- |
|    | Italia (bandiera) | D     | Sergio Andreoli         |
|    | Italia (bandiera) |       | Elio Antonucci          |
|    | Italia (bandiera) |       | Palamede Bandini        |
|    | Italia (bandiera) |       | Ciro Bentivoglio        |
|    | Italia (bandiera) |       | Calliope Bianchi        |
|    | Italia (bandiera) |       | Luciano Bonvicini       |
|    | Italia (bandiera) |       | Quintillio Brugalossi   |
|    | Italia (bandiera) | P     | Angelo Bullini          |
|    | Italia (bandiera) |       | Alessandro Chiappolotti |

| N. |                   | Ruolo | Calciatore        |
| -- | ----------------- | ----- | ----------------- |
|    | Italia (bandiera) | D     | Benedetto Del Re  |
|    | Italia (bandiera) | A     | Flaminio Flamini  |
|    | Italia (bandiera) | C     | Giuseppe Italiani |
|    | Italia (bandiera) |       | Luciano Leoni     |
|    | Italia (bandiera) | A     | Ennio Masciolini  |
|    | Italia (bandiera) | A     | Guido Mazzetti    |
|    | Italia (bandiera) |       | Emilio Pezzini    |
|    | Italia (bandiera) |       | Umberto Piazzi    |
|    | Italia (bandiera) | D     | Angelo Ricci      |